# Medela
Die Medela AG ist ein Schweizer Medizintechnik-Unternehmen mit Hauptsitz in Baar im Kanton Zug.

## Geschichte
Medela mit Sitz im Kanton Zug/Schweiz wurde 1961 von Olle Larsson gegründet. Das Unternehmen wird heute von seinem Sohn Michael Larsson geleitet. Medela hat zwei Unternehmensbereiche, "Human Milk" für Entwicklung und Herstellung von Stillprodukten und Gesamtlösungen, und "Healthcare", spezialisiert auf die Entwicklung und Herstellung von medizinischen Vakuum-Technologielösungen. Medela betreibt Grundlagenforschung zusammen mit Fachspezialisten und Universitäten und nutzt die Forschungsergebnisse in der Entwicklung ihrer Produkte. Die Firma hat 19 Tochtergesellschaften in Europa, Nordamerika und Asien und vertreibt ihre Produkte zusammen mit unabhängigen Partnern in über 100 Ländern. Das Unternehmen beschäftigt weltweit über 1'700 Mitarbeiter, davon 440 im Schweizer Kanton Zug.